# حفل توزيع جوائز غرامي السنوية السابع والستون
حفل توزيع جوائز جرامي السنوية السابعة والستين لأفضل التسجيلات والتأليفات والفنانين من 16 سبتمبر 2023 إلى 30 أغسطس 2024، كما اختارها أعضاء الأكاديمية الوطنية لتسجيل الفنون والعلوم، أقيم في 02 فبراير 2025. في عامها الثاني والعشرين في كريبتو.كوم أرينا في لوس أنجلوس، تم بث الحفل الرئيسي على سي بي إس ومتاح للبث على باراماونت+ في الولايات المتحدة ودبي وان وإم بي سي 4 ومنصة شاهد وستار وورلد في الشرق الأوسط وشمال أفريقيا. وقد سبقه حفل العرض الأول في مسرح بيكوك، بدءًا من الساعة 12:30 مساءً بتوقيت المحيط الهادئ. تم الإعلان عن الترشيحات من خلال بث مباشر على يوتيوب في 8 نوفمبر 2024. استضاف الكوميدي الجنوب أفريقي تريفور نوح الحفل للمرة الخامسة على التوالي.
اكتسحت أغنية "Not Like Us" لكندريك لامار جميع ترشيحاتها الخمسة، والتي تضمنت تسجيل العام وأغنية العام، مما يجعلها الأغنية الأكثر حصولاً على جوائز في تاريخ جوائز جرامي. أصبح ثاني فنان راب يفوز بالجائزتين، بعد تشايلديش جامبينو في عام 2019. تلقت بيونسيه أكبر عدد من الترشيحات في الحفل بإحدى عشر ترشيحًا وفازت بثلاث جوائز، والتي تضمنت ألبوم العام وأفضل ألبوم ريفي لكاوبوي كارتر. أصبحت أول فنانة سوداء تفوز بأفضل ألبوم ريفي وأول امرأة سوداء تفوز بألبوم العام منذ لورين هيل في عام 1999. حصلت شابيل روان على جائزة أفضل فنانة جديدة، واكتسحت سييرا فيريل فئات الجذور الأمريكية، وفازت بجميع ترشيحاتها الأربعة. فازت المرشحة لجائزة أفضل فنانة جديدة دوتشي بأفضل ألبوم راب عن ألبوم "لدغات التمساح لا تلتئم أبدًا"، لتصبح ثالث امرأة تفوز بهذه الجائزة، بعد هيل (مع فرقة فوجيس) في عام 1997 وكاردي بي في عام 2019. ومن بين الفائزين الآخرين ثلاث مرات تشارلي إكس سي إكس وسانت فينسينت. ومن الفنانين الآخرين الذين قادوا الترشيحات تشارلي إكس سي إكس وبوست مالون بثماني جوائز لكل منهما، وكيندريك لامار وبيلي إيليش بسبع جوائز لكل منهما.

## الفائزون والمرشحون
أُجري التصويت في الجولة الأولى من 4 أكتوبر إلى 15 أكتوبر 2024. وأعلن عن المرشحين براندي كلارك، وكيرك فرانكلين، وديفيد فروست، وروبرت جوردون، وكايلي مينوغ، وفيكتوريا مونيه، وجابي مورينو، وديني باركر، ومارك رونسون، وبين بلات، وهايلي ويليامز في 8 نوفمبر في بث مباشر على قناة جرامي الرسمية على اليوتيوب. ثم أُجري التصويت في الجولة النهائية من 12 ديسمبر 2024 إلى 3 يناير 2025، قبل الكشف عن الفائزين خلال حفل العرض الأول لجوائز جرامي وبثه في 2 فبراير.
تلقت بيونسيه أكبر عدد من الترشيحات بواقع أحد عشر ترشيحًا، وهو ما سجل رقمًا قياسيًا جديدًا لمدة عام واحد لترشيحات فنانة. سبق لها أن تقاسمت الرقم القياسي مع لورين هيل، التي حصلت على 10 ترشيحات في حفل عام 1999، وحققت نفس الرقم بنفسها في عام 2010. بإجمالي 99 ترشيحًا في مسيرتها المهنية، أصبحت بيونسيه الفنانة الأكثر ترشيحًا في تاريخ جرامي، وكسرت التعادل مع زوجها جاي زي. تايلور سويفت هي أول امرأة تحصل على سبعة ترشيحات في مسيرتها المهنية لألبوم العام. أغنية "Now and Then" لفريق البيتلز هي أول أغنية تم إنتاجها بمساعدة الذكاء الاصطناعي يتم ترشيحها لجائزة جرامي. ألبوم أنيتا فانك جينيريشن هو أول ألبوم فانك كاريوكا يتم ترشيحه لجائزة جرامي. أصبحت سابرينا كاربنتر وتشابيل روان الفنانين الرابع عشر والخامس عشر في التاريخ الذين حصلوا على ترشيحات جرامي في جميع فئات جنرال فيلد الرئيسية الأربع في ليلة واحدة. تمت إضافة تشارلي إكس سي إكس وبوست مالون إلى المرشحين لأفضل حزمة تسجيل لألبوماتهما في 20 ديسمبر. في عمر 100 عام، أصبح الرئيس الأمريكي السابق جيمي كارتر أكبر مرشح على الإطلاق؛ فاز بجائزة أفضل كتاب صوتي وتسجيل رواية وقصة للمرة الرابعة، أكثر من أي فائز آخر حتى الآن، وهو ما كان سيجعله أكبر فائز على الإطلاق لولا وفاته في ديسمبر 2024.

## روابط خارجية
- The 67th Annual Grammy Awards  في قاعدة بيانات الأفلام على الإنترنت (بالإنجليزية)